# 128
| [ Edytuj tabelę ] |                                            |
| Cesarz Chin       | - 125 Han Shundi 144                       |
| Władca Korei      | - 53 T’aejodae 146                         |
| Papież            | - 125 Telesfor 136                         |
| Król Partów       | - 105 Wologazes III 147 - 109 Osroes I 129 |
| Cesarz Rzymu      | - 117 Hadrian 138                          |

Rok 128 / CXXVIII
stulecia: I wiek ~
II wiek ~
III wiek

lata: 118 «
123 «
124 «
125 «
126 «
127 «
128
» 129
» 130
» 131
» 132
» 133
» 138